# Eumelea algidaria
Eumelea algidaria là một loài bướm đêm trong họ Geometridae.